# Sultan-Gletscher
Der Sultan-Gletscher ist ein Gletscher auf Elephant Island im Archipel der Südlichen Shetlandinseln. Er fließt in südwestlicher Richtung zur Table Bay.
Das UK Antarctic Place-Names Committee benannte ihn 1971 nach dem Schiff HMS Sultan, dass den Teilnehmern der Joint Services Expedition to Elephant Island (1970–1971) als Basislager diente.